# آنتونیو باریخو
آنتونیو باریخو (انگلیسی: Antonio Barijho؛ زادهٔ ۱۸ مارس ۱۹۷۷) بازیکن فوتبال اهل آرژانتین است.
از باشگاه‌هایی که در آن بازی کرده‌است می‌توان به باشگاه فوتبال گراس‌هاپر زوریخ، باشگاه فوتبال بانفیلد، باشگاه ورزشی بارسلونا، باشگاه فوتبال بوکا جونیورز، باشگاه فوتبال ساترن رامنسکویه، باشگاه اتلتیکو ایندپندینته، و باشگاه فوتبال اتلتیکو هوراکان اشاره کرد.